# Économie du Gabon
L'économie du Gabon a d'abord reposé sur l'exploitation de ses richesses en bois avant de laisser une place prépondérante au pétrole (env. 50 % du PIB depuis les débuts des années 1970) et aux minerais (uranium, manganèse) ; cette prégnance en fait le prototype africain de l'état rentier. La baisse de la production — le pic pétrolier ayant été atteint en 1997 — et sa dépendance aux fluctuations des cours mondiaux du pétrole, du bois et du manganèse incitent le pays à tenter de diversifier son économie.
La richesse pétrolière permet au Gabon d'être parmi les pays les plus riches et les plus développés de l'Afrique subsaharienne. Néanmoins le mode de gouvernement, le système électoral, la répartition des revenus et la protection de la santé humaine y demeurent des sujets préoccupants.

## Histoire
L'histoire, donc a fortiori, l'histoire économique du Gabon, sont mal connues pour la période qui précède l'arrivée des Européens. On sait néanmoins que le royaume de Loango faisait commerce du sel, obtenu à partir de l’eau de mer ; les flux commerciaux étaient orientés vers le nord de la côte Atlantique et vers l'arrière-pays. L'intérieur du pays produisait des habits et des tressages de raphia, considérés comme de haute qualité.
En 1472, les premiers Européens à accoster sont les Portugais. Arrivés dans le même temps à Sao Tomé-et-Principe, ils installent dans l'archipel des cultures de canne à sucre qui utilisent des esclaves, venus du continent, comme main-d'œuvre ; ce sont les débuts de la traite négrière européenne avec le Gabon.
La forêt étant peu propice à un habitat dense, la population tend à se regrouper le long des cours d'eau et sur le littoral. Cela conditionne la nature des échanges économiques à l'arrivée des Européens. Ces derniers, pratiquant le commerce maritime, traitent avec les populations côtières, lesquelles se chargent des relations avec l'hinterland, via les cours d'eau, l'Ogooué et le Komo (appelé à l'époque « fleuve Gabon »). Il se crée alors des spécialisations ethno-économiques, les ethnies de la frange maritime (Mpongwe, Orungu, Nkomi…) développent une économie de « courtage » alimentant les Européens en esclaves, en bois de teinture, en santal, en ivoire et en cire. Les hommes et les produits convergent depuis l'intérieur des terres, parfois de très loin, impliquant les autres groupes ethniques qui contrôlent les différentes zones des complexes hydrographiques servant de voies de circulation,.
Les échanges avec les Européens s'intensifient et les Hollandais succèdent, à la fin du XVIe siècle, aux Portugais. Le commerce des esclaves et des autres produits concerne donc d'abord les plantations de Sao Tomé-et-Principe, puis de plus en plus les Antilles et la côte sud des États-Unis. Entre le XVIe siècle et la première moitié du XIXe siècle la traite négrière bat son plein. Au moment où elle est sur le point de s'arrêter, vers 1840, le commerce maritime est à 95 % aux mains de compagnies américaines et anglaises.
En 1839, un traité est signé entre Denis Rapontchombo (le « roi Denis » ) et le lieutenant de vaisseau Louis Édouard Bouët-Willaumez, autorisant les Français à s'installer dans l’estuaire du Komo. Ce traité marque le début de la colonisation française au Gabon. Les maisons de commerce installent des implantations plus durables et les intermédiaires africains qui travaillaient à leur compte deviennent, petit à petit, des employés ou des agents de ces maisons. Les Français commencent à remonter vers l'intérieur des terres ; faute de main d'œuvre, ils échouent en revanche à installer des plantations dans la région de l'estuaire. Aux alentours de 1870, des bateaux à vapeur sont déployés sur l'Ogooué, navigable jusqu'à Ndjolé et sur le Komo, jusqu'à une centaine de kilomètres en amont de son embouchure.
Après le traité de Berlin de 1885, qui règle les rapports entre grandes puissances en Afrique, le Gabon devient une colonie française en 1886 puis est intégré au Congo français en 1888. La France déploie une politique de concession qui consiste à confier, sur le modèle du Congo belge voisin, l'exploitation du pays à des sociétés privées. En 1893, la SHO (Société commerciale, agricole et industrielle du Haut-Ogooué), à la suite de la « concession Daumas », se voit confier le monopole commercial sur une gigantesque zone de onze millions d'hectares de forêt (quatre fois la Belgique…) et de sept cents kilomètres de fleuve. Ce régime de concession perdure jusque dans les années 1930,, après que le Gabon eut été incorporé dans l'Afrique-Équatoriale française en 1910. Les exploitations de bois, première production de l'époque, sont d'abord cantonnées aux abords des cours d'eau qui, seuls, en l'absence de routes, permettent l’acheminement des grumes par flottage. La mécanisation, notamment après la seconde guerre mondiale, permet ensuite d'exploiter des zones plus éloignées des fleuves. Le colonisateur français pratique quelques aménagements, notamment la construction de routes et la création de zones d'agriculture de rente (cacao, café, caoutchouc…) Les premiers gisements de pétrole sont identifiés dès 1929 mais l'exploitation ne commence effectivement qu'au milieu des années 1950. L'uranium est exploité à partir de 1958 et le manganèse à partir de 1962. À la fin des années 1960, le pétrole surpasse la part du bois dans l'économie, quoique le pays reste au xxie siècle le premier exportateur mondial d'okoumé.
Un peu après l'indépendance, en 1960, le profil économique du Gabon est tracé — prépondérance du pétrole, du bois, du manganèse, et, jusqu'à la fin des années 1990, de l'uranium — ; il ne changera que peu jusqu'aux débuts du xxie siècle.

## Contexte macro-économique contemporain

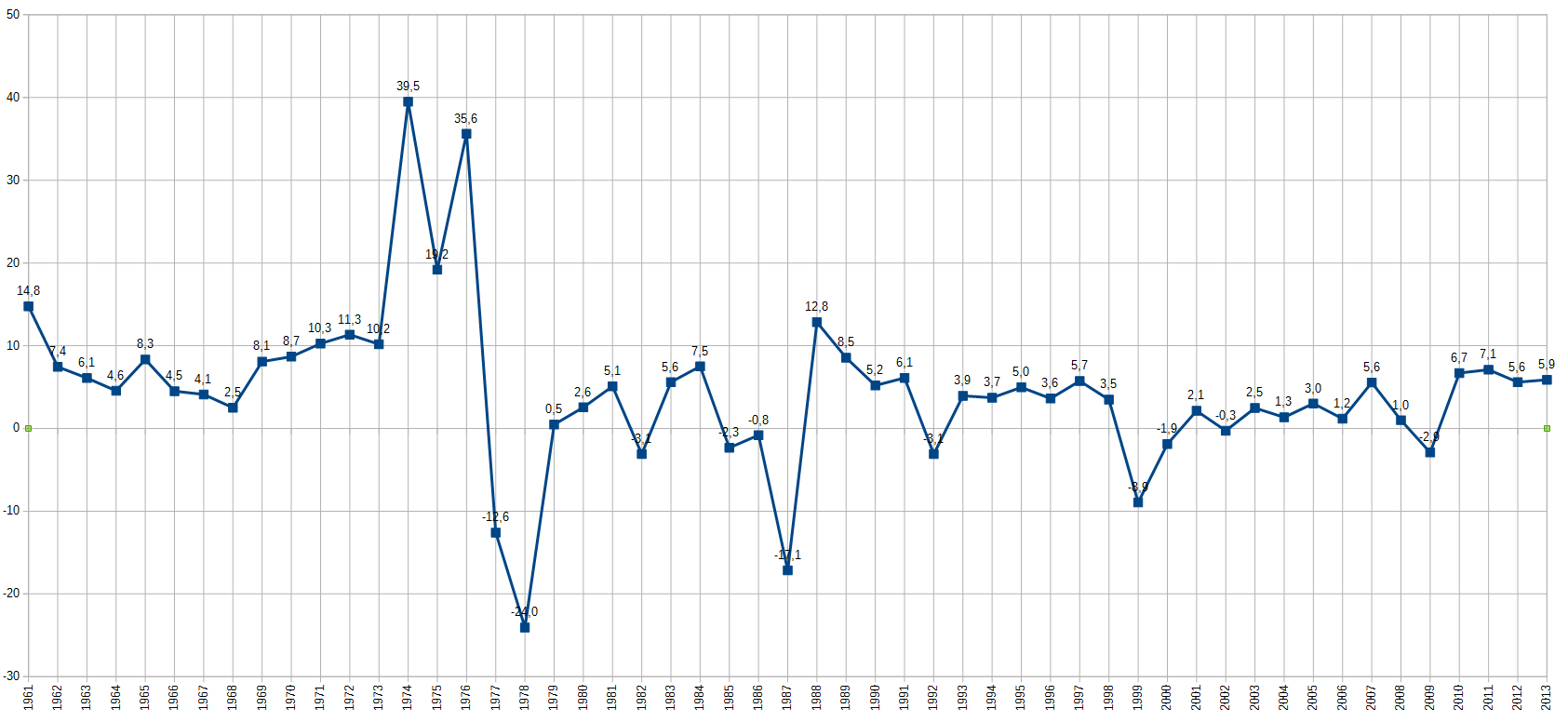
Variation du PIB, en %, 1961-2013.

Grâce au pétrole et à la faible population, le pouvoir d'achat moyen gabonais est, historiquement, très sensiblement supérieur à celui des pays d'Afrique subsaharienne ; le RNB par habitant s’établit en 2013 à 10 650 US$ à comparer aux 1 657 US$ de l'Afrique subsaharienne. C'est le deuxième pays d'Afrique continentale quant au revenu par habitant, après la Guinée équatoriale (14 320 US$/hab.) ; néanmoins l'inégalité dans la répartition des richesses fait que presque un tiers de la population est considérée comme atteinte par la pauvreté,,. « Le taux de chômage est préoccupant, estimé au-delà des 20 % et les jeunes chômeurs représenteraient 60 % de la population au chômage. »
En 2014, la dette extérieure gabonaise s'élève à 3,8 milliards de dollars américains ; la dette publique globale représente environ 22,5 % du PIB, ce qui est un endettement modéré. Le Gabon a obtenu un accord du Club de Paris sur les conditions d'un remboursement anticipé, ce qui fait qu'il n’est plus sous programme FMI depuis mai 2010. La gestion de la dette est qualifiée de « prudente ». En 2014, « au niveau régional, le Gabon respecte les quatre critères de convergence fixés par la Communauté économique et monétaire de l'Afrique centrale (CEMAC) dans le cadre de la surveillance multilatérale des économies de la zone, à savoir : le respect du ratio d’endettement par rapport au PIB, le solde du déficit budgétaire, le paiement des arriérés de la dette, et l’encadrement du taux d’inflation. »
Cependant, pour ce qui concerne la population, le Gabon n'est classé en 2021 qu'au 112e rang sur 191 pour l'indice de développement humain du Programme des Nations unies pour le développement (PNUD). Les indicateurs sociaux ne sont pas aux niveaux qui pourraient être attendus, celui de la mortalité infantile notamment avec un ratio de 51 décès/1000 naissances normales en 2010 : « Le Gabon est confronté au paradoxe socio-économique d’appartenir de par son PIB par tête au groupe des Pays à Revenus Intermédiaires (PRI) tout en s’apparentant de par ses indicateurs sociaux au groupe des Pays les moins avancés (PMA). »
Le Gabon connait aussi des difficultés telles que la dégradation de l’accès aux soins, la déficience des services publics, ou les coupures récurrentes d’électricité.

## Ressources naturelles et secteurs économiques

### Pétrole et industrie pétrolière

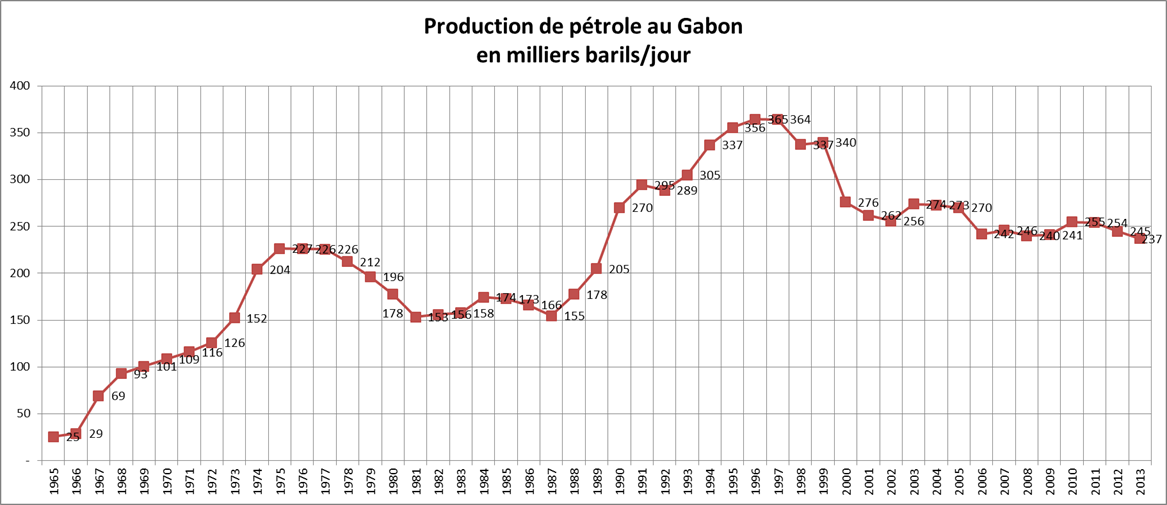
Production de pétrole au Gabon, 1965-2013.

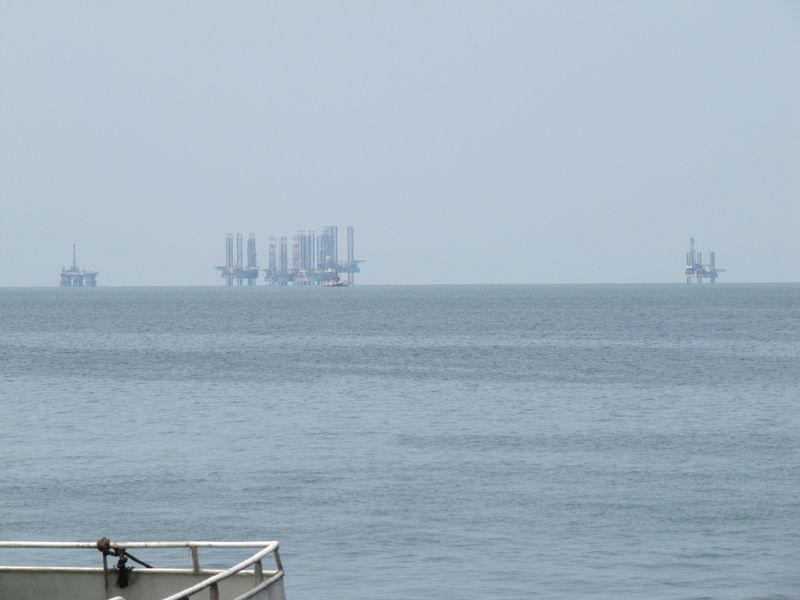
Vue d'installations pétrolières au large de Port-gentil, 2010.

Peu après les débuts de l'extraction du pétrole, les hydrocarbures représentent « près de 50 % du PIB, 60 % des recettes fiscales et 80 % des exportations » du pays.
Le régulateur étatique est, depuis 1978, la Direction générale des hydrocarbures, émanation du Ministère des Mines, du Pétrole et des Hydrocarbures, chargée notamment de la délivrance des permis d'exploration et d'exploitation.
Le Gabon est en 2012 le 37e producteur mondial de pétrole avec 242 000 barils par jour et le quatrième producteur d'Afrique subsaharienne . Le pic pétrolier est atteint en 1997, la production atteint un plancher en 2006.
La présence de gisements pétrolifères est connue dès la fin des années 1920, grâce aux prospections de la Compagnie générale géophysique. Mais les premiers puits de pétrole n'entrent en exploitation qu'en 1957, sur le champ onshore d'Ozouri, près de Port-Gentil. Cette même année commence la construction du terminal de Cap Lopez. Le premier producteur est un consortium constitué d'Elf-Gabon et de Shell Gabon, qui se partagent par la suite l'essentiel des gisements attribués par le ministère du pétrole et la Société nationale pétrolière gabonaise. Au fil du temps, de nombreux gisements sont découverts, essentiellement offshore (une trentaine), et notamment, en 1985, celui de Rabi-Kounga, le plus important du pays.
Le premier producteur jusqu'à la première décennie du xxie siècle est Shell Gabon, suivi de peu par Total Gabon ; avec Perenco, ces trois entreprises représentent 75 % de la production du pays,. Addax (racheté en 2009 par le groupe chinois SINOPEC), Maurel et Prom, Vaalco et Tullow Oil complètent le tableau des sept producteurs de pétrole au Gabon. En 2020, le premier producteur du Gabon est Perenco, suivi d'Assala Energy, acteur qui a repris les actifs de Shell Gabon depuis 2017,. En 2011, afin de se doter à nouveau d'une compagnie nationale, le Gabon crée la « Gabon Oil Company » (GOC),, chargée de la prospection, de l'exploitation et de la commercialisation du pétrole au titre de l'État gabonais. Elle a modestement produit, en 2013, 9 000 barils/jour grâce aux champs de Remboué et Obangué. Par ailleurs, une dizaine d'autres compagnies sont présentes dans le secteur de l’exploration. Les prochaines réserves exploitables sont probablement situées en « offshore profond »,.
Le pays possède une unique raffinerie, la SOGARA, à Port-Gentil, qui fournit depuis 1967 le marché intérieur. Elle est considérée comme obsolète et non-rentable et les grèves qui l'affectent mettent régulièrement à mal l'approvisionnement des populations,. Une seconde raffinerie est en projet au Cap Lopez, avec un démarrage prévu à l'origine en 2016. En 2017, elle n'est cependant toujours pas en fonctionnement.
Des tensions apparaissent sporadiquement entre le Gabon et la Guinée équatoriale pour le contrôle d'îlots sans intérêt par eux-mêmes, mais dont les eaux sont potentiellement riches en pétrole, notamment l'îlot Mbanié,.
Pour ce qui concerne le gaz, le principal producteur est Perenco, qui exploite cinq gisements. Mais son exploitation est destinée à se développer — le « torchage » est interdit depuis 2010 — et permettra, à terme, de continuer à rentabiliser les gisements de pétrole liquide auxquels il est associé. La réserve globale est estimée à 403 millions de BOE (Barrel of Oil Equivalent, « équivalent baril de pétrole »). La production est, en 2011, de 70 millions de m3.
L'augmentation future de la production servira d'abord aux centrales électriques qui alimentent déjà les villes de Libreville, Port-Gentil, Gabamba et Omboué. Il servira aussi pour la nouvelle centrale accompagnant la mise en production de l'usine d'engrais, opérée par le groupe Olam dans la zone économique spéciale de l'île Mandji, qui aurait dû être opérationnelle en 2014.
La dépendance du pays aux cours du pétrole peut s’illustrer par deux périodes clés. Les années 1970 apportent un véritable pactole avec l'envolée des cours et de la production, ce qui permet une politique de grands travaux, notamment à Libreville. À l'inverse, en 1985, une chute des cours du pétrole conjugée à celle des taux de change du dollar fait « chuter les recettes budgétaires de l’État de 58 % entre 1985 et 1987 ». Cette crise économique s’accompagne de troubles sociaux qui amènent une rénovation politique, notamment l'instauration du multipartisme, en 1990,.

### Mines et industrie minière
Le Gabon possède un sous-sol très riche car, géologiquement, il est situé sur un craton ancien, le craton du Congo, et les métaux précieux et les diamants tendent, avec le temps, à se regrouper dans des unités géologiques particulières,,. Cela fait que les gîtes et gisements sont très nombreux, on en recense plus de 900.
La contribution du secteur au PIB est, en 2013, de 6,5 %.

#### Manganèse

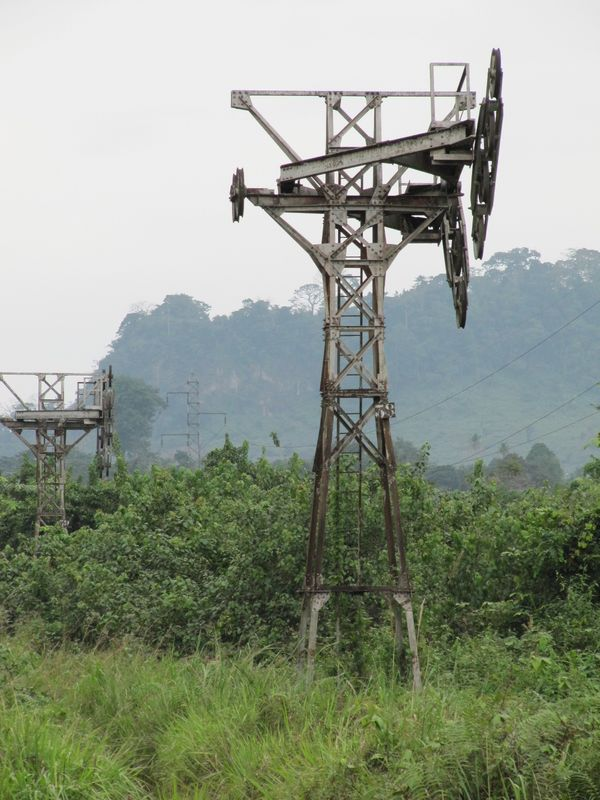
Pylône de l’ancienne télébenne.

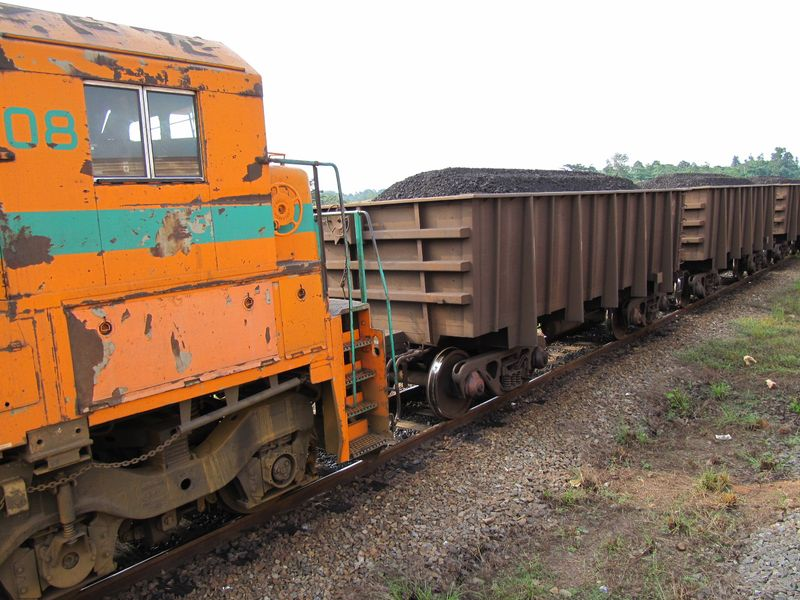
Minerai sur le transgabonais.

Pays exportateurs de minerai de manganèse 2012 (MIT Media Lab, Observatory of economic complexity).

Le Gabon (13,7 % des exportations mondiales en 2012) est le troisième exportateur mondial de minerai de manganèse, derrière l'Australie (32,65 %) et l'Afrique du Sud (31,7 %),. Le minerai provient essentiellement de Moanda, ville de la province du Haut-Ogooué, près de Franceville. Le minerai de Moanda possède une teneur élevée en manganèse, de 46 % en moyenne et la mine est exploitée à ciel ouvert, le minerai étant proche de la surface du sol, ce qui entraîne par ailleurs des problèmes écologiques. La production fut de 3,4 millions de tonnes en 2011.
Entre 1962 et 1991, une télébenne (bennes sur câble) de 76 km de long, à l'époque la plus longue du monde, relie Moanda à Mbinda, en République du Congo, pour l'exportation du minerai, lequel est ensuite transporté par train jusqu'à Pointe Noire. Le transgabonais (chemin de fer) prend ensuite le relais en 1986 pour le transport du minerai, désormais débarqué au port d'Owendo, près de Libreville ; la ligne ferroviaire est exploitée depuis 2003 par la SETRAG, filiale d'Eramet-Comilog, l'opérateur du gisement.
Les mines de manganèse ne sont pas encore toutes exploitées. Il existe des gisements à Okondja et Franceville dans le Haut-Ogooué, à Ndjolé dans le Moyen-Ogooué et à Mbigou, dans la province de la Ngounié. L'entrée en exploitation est, au début de l’année 2015, imminente pour Okondja et Ndjolé,.
Dans le cadre de son plan « Gabon industriel », le pays développe, autour de l'industrie extractive, une industrie de transformation, visant à créer de la valeur ajoutée locale plutôt qu'exporter la ressource brute. C'est ainsi que le 12 juin 2015, le pays inaugure à Moanda sa première usine de transformation du manganèse, opérée par la COMILOG,, dans un contexte international défavorable.
L'exploitant historique (il opère depuis 1962), et principal car longtemps unique, est la société COMILOG (Compagnie minière de l'Ogooué), une entreprise franco-gabonaise, dont Eramet est le principal actionnaire depuis 1996. COMILOG S.A. « est la deuxième entreprise gabonaise, tous secteurs confondus, et un des principaux employeurs privés au Gabon, avec 1 492 salariés ». Depuis le début des années 2000, des Chinois (exploitation du manganèse de Ndjolé) et une coentreprise dubaïote (exploitation du minerai d'Okondja), sont entrés sur le marché du manganèse gabonais.
L'industrie du manganèse étant grosse consommatrice d'énergie, l'augmentation de production à Moanda a nécessité la construction du barrage de « Grand Poubara », 160 MWh, entré en production en 2013, qui vient épauler les précédents barrages de Poubara I (1975) et II (1984), afin d'alimenter en électricité les installations de la COMILOG mais aussi, à terme, les usines de transformation de Franceville. Le barrage a été construit par une entreprise chinoise, Sinohydro,,.
Le 30 mai 2025, le président gabonais Brice Clotaire Oligui Nguema annonce l'interdiction d'exporter du manganèse brut à partir du 1er janvier 2029. Le Gabon est le deuxième producteur mondial ; le minerai de manganèse est principalement produit à Moanda par la Comilog, dont l'actionnaire principal est le groupe français Eramet. La mine de Moanda est la plus importante au monde, et représente environ 15 % de l'offre mondiale ; 17 % sont transformés localement, 6 % envoyés dans les usines d'Eramet ailleurs dans le monde ; le reste est principalement exporté vers la Chine. L'objectif affiché du gouvernement est de promouvoir la transformation locale des matières premières. Cette stratégie a bien fonctionné pour le nickel en Indonésie, mais elle a été un échec total pour la Nouvelle-Calédonie, faute d'un accès suffisant à l'énergie. C'est également le problème au Gabon.

#### Uranium, or, fer et autres minerais
L'uranium est exploité à Mounana et Oklo, province du Haut-Ogooué, entre le début des années 1960 et la fin des années 1990 par la COMUF, Compagnie des mines d'uranium de Franceville, entreprise française filiale d'Areva. Cela a fait du Gabon un producteur notable durant cette période. Au total, environ 28 000 tonnes de minerai ont été extraites. L'uranium du Gabon, outre la ressource économique qu'il représentait pour le pays, était un matériau stratégique pour le premier client de la COMUF, la France, qui développait à l'époque son industrie nucléaire ; l'extraction de l'uranium fut donc sous contrôle économique, technique et politique de la France jusqu'à l'arrêt de l’extraction, en 1999.
L'or du Gabon est exploité depuis 2011 par une société marocaine, Managem, sur le site de Bakoudou, non loin de Bakoumba, au sud de Moanda. Il s'agit d'une petite production de l'ordre de 50 kg par an pour une réserve totale estimée à 40 tonnes.
Le Gabon possède, à Bélinga, de très importantes mines de fer (un milliard de tonnes) qui auraient dû être exploitées par un consortium d'entreprises chinoises mais dont les droits d'exploitation ont été récupérés par l'État gabonais en 2013.
Un gisement de niobium a été découvert près de Lambaréné. Il est prévu d'associer une usine de transformation aux activités extractives. Le transport pondéreux se fera par voie fluviale, via la Ngounié et l'Ogooué. L'exploitation est prévue pour commencer en 2016.
Un gisement de molybdène a été identifié à Mouila, sa capacité est estimée à 100 millions de tonnes.
Les gisements sont majoritairement situés dans des zones difficiles d'accès où il n'y a pas de route, de voie ferrée ou de fleuve pour y accéder. Cela suppose un niveau d'investissement en infrastructure nécessitant l'intervention de l'État, qui mobilise pour cela ses moyens au travers du SDNI (schéma directeur national d'infrastructure).

### Bois et industrie du bois

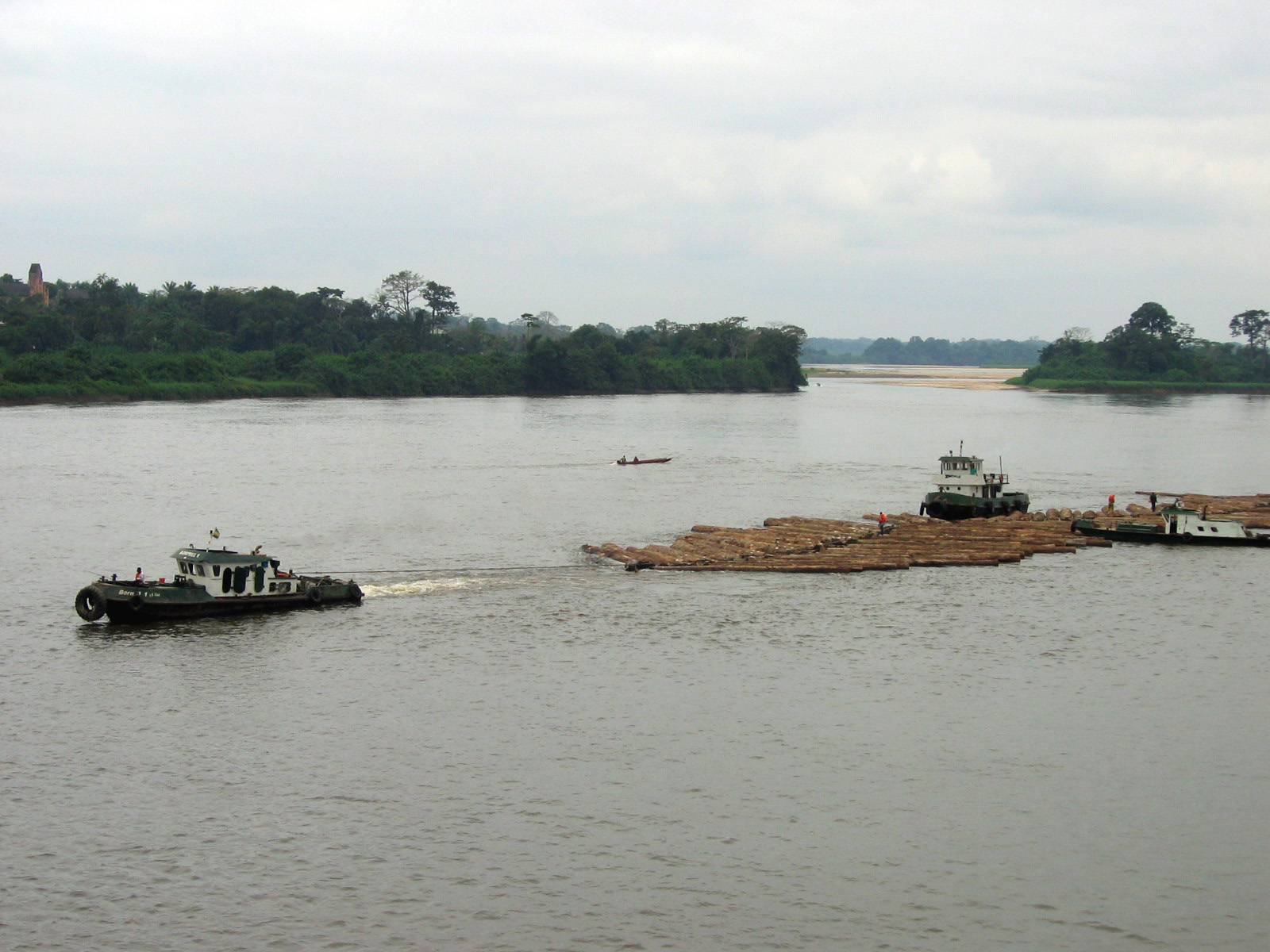
Flottage de bois sur l'Ogooué à Lambaréné.

Le secteur du bois et les industries associées contribuent au PIB à hauteur de 4 % en 2013. En termes d'emploi, le secteur représente presque un tiers (28 % en 2009) des emplois salariés au Gabon. En valeur, il représente 60 % des recettes d'exportations hors pétrole.
La forêt couvre environ 85 % de la surface du pays et une soixantaine d'essences de bois présentent un intérêt commercial. Parmi celles-ci l'okoumé domine très largement suivi de l'ozigo ; en 2007, l'okoumé et l'ozigo représentent 60 % de la production gabonaise de bois.
On distingue typiquement trois zones de production. La première se trouve à proximité des cours d'eau et sur la frange côtière ce qui permet l'évacuation des billes de bois par flottage vers les ports de Libreville et Port-Gentil. La seconde zone est celle qui nécessite l'utilisation des camions grumiers pour les chantiers forestiers à l'intérieur des terres. La production de la seconde zone utilise aussi depuis la fin des années 1980 le transgabonais, l'unique ligne de chemin de fer du pays. La troisième zone, essentiellement au centre-est du pays, n’est que très peu exploitée car elle est difficilement pénétrable et elle présente une plus grande variété d'essences au regard de forêts beaucoup plus concentrées en essences commercialisables (peuplements mono-dominants d’okoumé dans les forêts du bassin côtier).
Économiquement, la filière a longtemps été organisée autour d'un pôle de production aux mains de sociétés françaises (Thanry/CEB (compagnie équatoriale des bois), Rougier, Isoroy…), et d'un pôle de commercialisation incarné par la SNBG, Société Nationale des Bois du Gabon, qui a détenu le monopole de l'exportation d'okoumé et d'ozigo jusqu'à la fin de l'année 2005. Sous la pression du FMI, l'État Gabonais a dû procéder à la restructuration de cette entreprise et, le 1er janvier 2006, la SNBG est entrée dans l'environnement concurrentiel du marché du bois.
La production a fortement régressée entre 2009 et 2013, elle s’établit à 1,6 million de m3 en 2013 contre 3 millions de m3 en 2009. Le marché s'est aussi fortement réorienté. La Chine, qui en 2008, était de loin le premier client, a notablement ralenti ses achats. En conséquence, en 2012, 42 % des produits sont vendus en Europe, 36 % sont exportés en Asie et 22 % en Afrique/Amérique.
Seule une faible part de la production d'okoumé était transformée en contreplaqué à Port-Gentil depuis longtemps. Dans le cadre de sa nouvelle politique économique à partir de 2009, la réorientation du secteur du bois s'est aussi faite au travers d'un nouveau cadre juridique. En 2010, le gouvernement a décidé d'interdire l'exportation de grumes pour favoriser la transformation locale du bois et augmenter la valeur ajoutée produite localement,. Depuis cette date, une filière de transformation locale se met progressivement en place et le secteur du bois est de nouveau dans une conjoncture de croissance. D'autres actions d'accompagnement de la filière sont en place, comme la création de la zone économique spéciale de Nkok (près de Ntoum).
D'un point de vue écologique, à la différence de nombreux autres pays d'Afrique, le couvert forestier du Gabon est stable depuis plus de vingt ans ; pour les dix dernières années, « [entre 2000 et 2010] le taux de déforestation observé est de 0,09 %, valeur qui n’est pas significativement différente de zéro. » La faible densité de population fait que, malgré la forte présence des exploitations forestières, la pression environnementale anthropique est considérée comme minime. Par ailleurs, environ 10 % du territoire est protégé, notamment par les treize parcs nationaux créés en 2002,.

### Agriculture, élevage et pêche

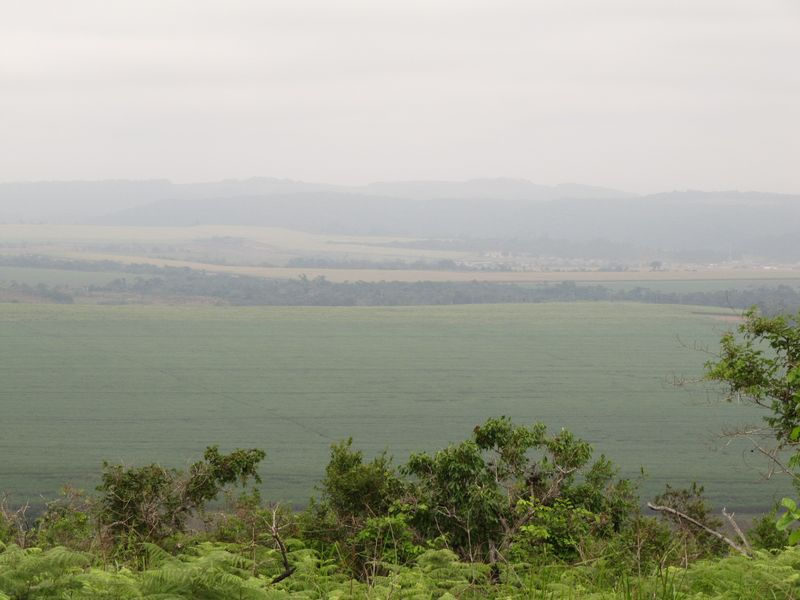
Plantation de cannes à sucre aux alentours de Franceville.

Le secteur agricole contribue pour 3,3 % au PIB gabonais en 2013. 60 % de la consommation alimentaire est importée. La population rurale — les données sont manquantes pour la population active agricole — est estimée à 13 %.
Le climat et la disponibilité en eau donnent au pays un potentiel cultural élevé ; néanmoins l'agriculture gabonaise est très peu développée, constituée essentiellement de cultures vivrières itinérantes destinées à l'auto-consommation : manioc et banane plantain en premier lieu, mais aussi taro et igname. Sur 26 millions d'hectares, superficie du pays, seuls 300 000 ha sont emblavés, soit 1,1 % de la surface totale et moins de 5 % de la surface agricole.
Les quelques cultures de rente comprennent le cacao, le café et l’hévéa ; les plantations d'une taille significative, issues de la colonisation, furent aux mains de structures étatiques avant d'être privatisées ou liquidées,,,. Il subsiste quelques entreprises de transformation telle la Sobraga, filiale du groupe Castel, qui brasse la bière Régab. L'agriculture péri-urbaine moderne (maraîchage, élevage, production de champignons, polyculture vivrière) — utilisant l'irrigation, alors que l'immense majorité de l'agriculture gabonaise est pluviale —, se développe,. Un élevage bovin à vocation commerciale existe dans le sud-est du pays, dans la province de la Nyanga.
L'hyper-concentration des populations à Libreville (qui accueille la moitié des habitants du pays), Port-Gentil et Franceville-Moanda-Mounana est alimentée par l'exode rural avec comme conséquence le fait que les zones agricoles du pays sont les plus pauvres et qu'elles se vident de leur population. Le développement de l'agriculture est un des engagements du gouvernement dans le cadre de sa politique économique.
Enfin, quoique les Gabonais soient les plus gros consommateurs de poisson de la sous-région, le potentiel halieutique du pays est largement sous-exploité,. Le littoral maritime est de 800 km, la ZEE de 213 000 km2 et le pays comptabilise environ 10 000 km2 de surfaces d'eau continentales ; la réserve halieutique maritime est de 210 000 tonnes et de 24 000 tonnes pour la réserve continentale alors que la production, en 2006, était d'environ 42 000 tonnes — entre 41 000 et 46 000 tonnes selon les années pour la période 2000 à 2010 — pour une demande de 50 à 55 000 tonnes annuelles.

### Services

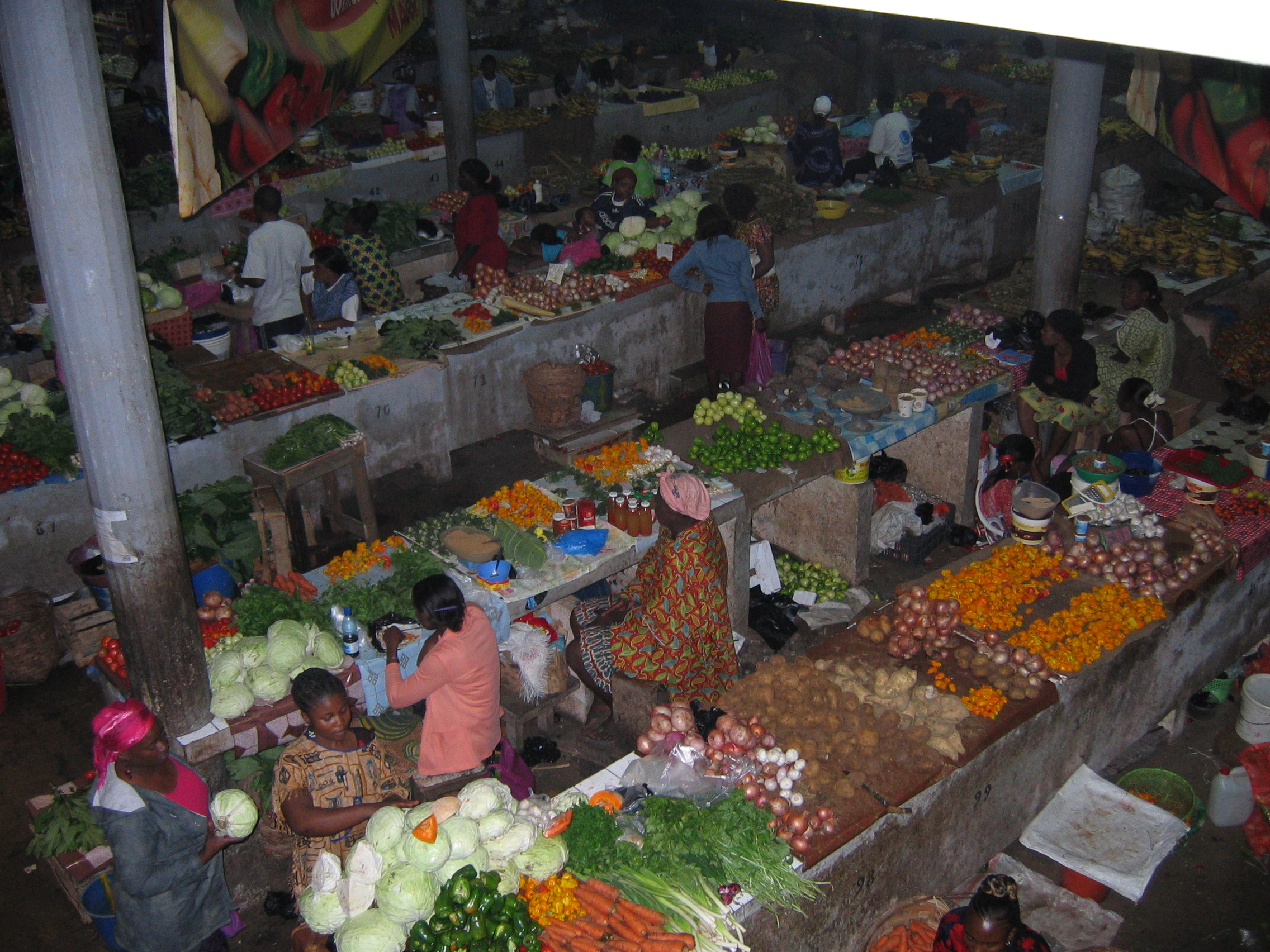
Marché de Nkembo, Libreville.

Le secteur tertiaire gabonais (28,9 % du PIB) est dominé par le commerce, au premier rang duquel celui des produits pétroliers, suivi de l’immobilier puis des télécommunications. Le principal fournisseur du pays reste la France ; le principal client est le Japon.
Le tourisme, identifié comme source de diversification économique grâce à un potentiel « exceptionnel » [sic], notamment celui de ses parcs naturels, ne contribue qu'à hauteur de 2,8 % du PIB en 2011.
Au 31 décembre 2013, le système bancaire du Gabon comprend dix banques en activité. Mais « trois banques détiennent près de 75 % du total des actifs et leur activité est concentrée sur les grandes sociétés finançant les grands projets. [L'accès au crédit pour les particuliers et les PME est] nettement inférieur à la moyenne des pays émergents comparables. » Il existe néanmoins, pour les particuliers et les micro-entreprises, des établissements de micro-crédit et le lancement d'un service de paiement via téléphone portable est en cours de déploiement dans le pays,,, mais, dans ce domaine aussi, le Gabon est en retard par rapport aux autres pays d'Afrique Centrale, malgré un taux de pénétration de 140 % pour le téléphone mobile (env. 1,4 ligne mobile par habitant) en 2012.
À l'instar des autres pays africains, l'économie se caractérise par un secteur informel non négligeable — une étude de l'OIT évaluait en 1998 l'emploi informel à 27,2 % de l'emploi total —, notamment dans le domaine du commerce où l'on recense, à Libreville, environ 10 000 commerçants dans ce cas, ; le réseau informel représenterait jusqu'à 85 % de la distribution de détail. Mais le phénomène, quoiqu'à moindre proportion, touche tous les secteurs, le sciage du bois, la pêche, le transport…

Commerce international
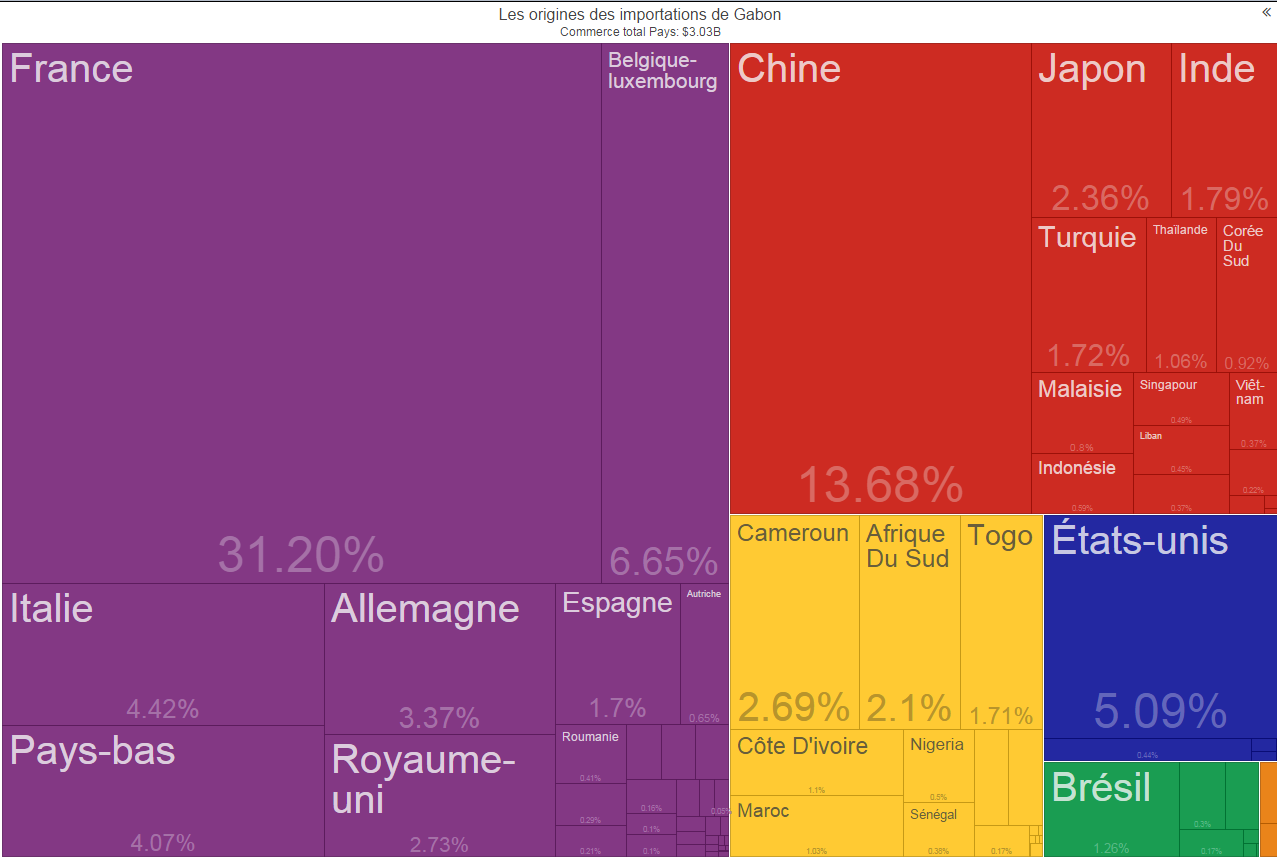
Provenance des importations, 2012.
Provenance des importations, 2014.
Destinations des exportations, 2012.
Destinations des exportations, 2014.
Produits d'exportation, 2012.
Produit d'exportation, 2014.

## Infrastructures
Les transports et la fourniture d'électricité sont les deux principaux « goulets d’étranglement infrastructurels. »

### Transports

Tracé du transgabonais.

L'inextricable végétation est le principal facteur limitant en matière de transports des hommes et des marchandises et pour l'accès aux zones de production. Encore aujourd'hui, l'Ogooué reste une voie de transport importante pour le bois car le réseau routier est indigent ; il est estimé à 9 170 km dont seulement 10 % est bitumé (1 055 km) et, parmi ces routes bitumées, moins de 20 %, soit environ 200 km, sont considérées comme en bon état. Les deux principales villes du pays, Libreville et Port-Gentil ne sont toujours pas reliées par la route ; cette liaison est néanmoins prévue pour être achevée en 2017,. Les sols de latérite et les pluies tropicales rendent les routes coûteuses à entretenir et leur disponibilité aléatoire à cause des bourbiers qui nécessitent la pose de « barrières d'hivernage », largement ignorées.
Le chemin de fer transgabonais, 669 km, construit entre 1978 et 1986, est l'axe structurant essentiel en matière de transport. Il convoie vers Owendo et son port en eau profonde le minerai du Haut-Ogooué ainsi que les grumes de bois, facilitant l’exploitation de la « seconde zone forestière ». Le transgabonais est  absolument vital pour le désenclavement de l'arrière-pays et la circulation des personnes et des marchandises. L'embranchement ferroviaire qui, à partir de Booué, pourrait mener à Bélinga est un « serpent de mer » de l'économie gabonaise eu égard aux vicissitudes concernant ce gisement, identifié depuis 1895, mais qui n'est toujours pas en exploitation,,.
Le commerce extérieur du pays étant essentiellement tourné vers l'exportation en dehors du continent, ses ports revêtent une importance primordiale. Les deux principaux sont celui d'Owendo, une quinzaine de kilomètres au sud de Libreville et celui de Port-Gentil, là où sont concentrés les terminaux pétroliers alimentant les bateaux transportant le pétrole brut exporté ; ils concentrent 90 % des échanges extérieurs du pays. Cependant, les ports d'Owendo et Port-Gentil ne participent pas à l’activité maritime régionale, faute de moyens de redistribution intérieurs à destination des pays limitrophes.
Le Gabon dispose de trois aéroports internationaux : l'aéroport de Libreville, celui de  Port-Gentil, celui de Franceville ainsi que de soixante aérodromes locaux dont trente à vocation commerciale.

### Énergie

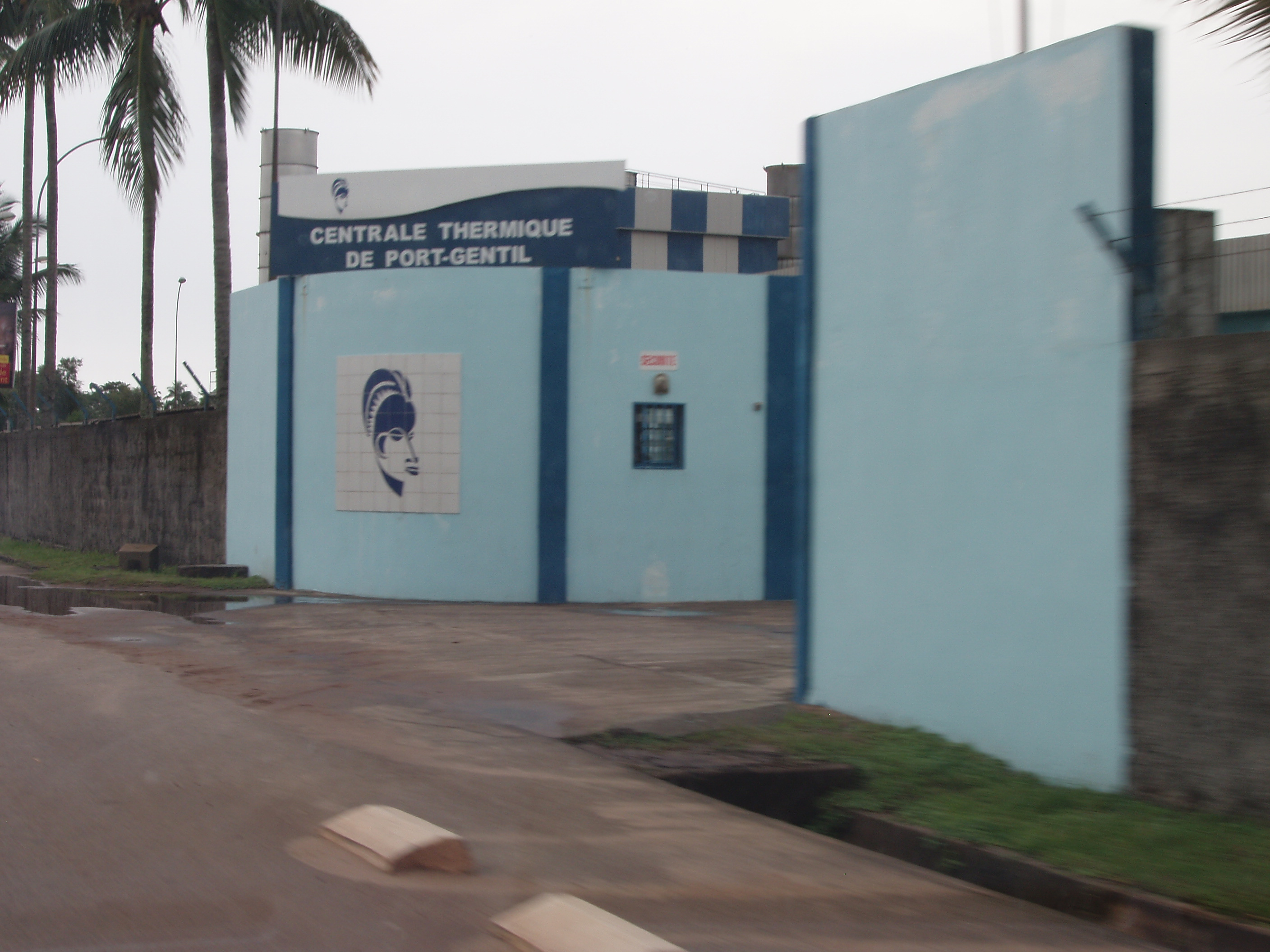
Centrale thermique de la SEEG à Port-Gentil.

La distribution d'électricité et d'eau au Gabon sont historiquement assurées par la SEEG (Société d'énergie et d'eau du Gabon), laquelle a été privatisée en 1997, devenant une filiale à 51 % de Veolia Eau. Le fonctionnement de l'entreprise est massivement critiqué, à la fois par la population et par le gouvernement, à cause les coupures, fréquentes y compris dans la capitale, d'eau et d'électricité,.
Si le taux d'accès à l'électricité est l'un des meilleurs du sous-continent, avec 81,5 %, les autorités gabonaises indiquent cependant des différences considérables selon les endroits : 85 % en zone urbaine et moins de 50 % en zone rurale. Pour ce qui concerne l'eau, le taux d'accès est de 92 %.
La production d'électricité et son réseau de distribution obsolescent sont des facteurs limitants. La politique d'industrialisation suppose une hausse massive de la production pour pouvoir faire face à l'accroissement de la demande. Le barrage hydroélectrique de Grand Poubara est ainsi pour l'essentiel consacré aux installations de la COMILOG traitant le manganèse et la centrale au gaz d'Alénariki destine la moitié de sa production à la zone économique de Nkok, dédiée à la transformation du bois. À terme, le Gabon envisage de tripler sa production, avec 1 200 MW d'ici 2020, contre 390 MW en 2013. Le potentiel hydroélectrique est encore considérablement supérieur puisqu'évalué à 6 000 MW ; son développement devrait permettre de faire baisser la part des énergies fossiles dans la production (55 % en 2010, contre 45 % d'hydroélectricité).

## Gouvernance

### Politique économique
Depuis son indépendance, le Gabon est considéré comme un État rentier : « Au total, le pétrole, les mines et le bois représentent 99 % des exportations gabonaises, rendant l'économie vulnérable aux fluctuations des cours internationaux et au différentiel de change euro/dollar. » Le gouvernement gabonais a publiquement déclaré, après l'arrivée au pouvoir d'Ali Bongo en 2009, vouloir sortir de cette situation. Le constat du manque de diversification de l'économie et de la faible valeur ajoutée produite sur place du fait de la prééminence des exportations de matières premières brutes, l'a conduit à élaborer un plan de politique économique nommé « Plan stratégique Gabon émergent » (PSGE),. Cela concerne notamment la transformation du bois, l'exportation de grumes étant interdite depuis 2010, et l'élaboration de produits de seconde transformation des minerais. La diversification de l'économie passe aussi, par exemple, par la création d'une filière d'éco-tourisme et de tourisme d'affaires et par l'extension du secteur halieutique.
Pour accompagner sa politique, le gouvernement s’est engagé dans un programme pluriannuel, à l'horizon 2020-2025, visant à moderniser les infrastructures du pays ; les projets correspondants sont rassemblés dans le SDNI, « schéma directeur national des infrastructures ». Il est financé à hauteur de 7 400 milliards de FCFA (env. 11 milliards d'€). On y trouve notamment un important volet consacré aux transports : aménagements de routes (essentiellement), de ports, de voies ferrées et d'aéroports. Cet aspect est crucial pour permettre d'équilibrer le développement économique très inégal entre les pôles d'activité miniers et pétroliers d'une part et le reste du pays, largement enclavé et sous-équipé, d'autre part. Il s'agit aussi, au travers de l’aménagement des ports (Port-Gentil, Owendo et Mayumba), de les décongestionner et donc d'abaisser les coûts pour les expéditeurs. Le schéma directeur utilise le concept de corridor, entendu comme une « aire géographique […] qui relie des pôles majeurs d’activités économiques au moyen d’infrastructures de communication (transport, énergie, télécommunications). » L'important volet énergie (construction de barrages et centrales électriques) est accompagné d'un volet télécommunications, afin de former un environnement cohérent avec les infrastructures de transport. Le SDNI est complété par des projets d'aménagement urbain et entérine la volonté d'exploiter enfin les réserves de minerai de fer de Bélinga.
L'État a massivement investi entre 2010 et 2013 — les dépenses publiques sont passées de 38 % du PIB hors pétrole en 2009 à 46,5 % en 2013 — mais il a ralenti son effort depuis 2014 et il cherche à l'optimiser en attirant l'investissement étranger ainsi qu'en nouant de nouveaux partenariats, notamment sous forme de prises de participation dans des entreprises privées, par exemple dans le groupe Rougier, principal opérateur de la filière bois ou via l'accroissement de sa participation dans la COMILOG.
L'Agence Nationale de Promotion des Investissements du Gabon (ANPI-Gabon), créée en septembre 2014, a pour but d’assister le gouvernement dans la mise en œuvre de sa politique en matière de formalisation et de développement des entreprises, de promotion des investissements et des exportations, d’appui et de promotion à l’entrepreneuriat des jeunes et des femmes et d’appui à la mise en place des partenariats public-privé.
Le Gabon est considéré comme un des fleurons de la Françafrique, pour des raisons politiques (notamment de défense) et économiques,,. Du seul point de vue économique, la France est le pays le plus présent par le nombre d'entreprises, ainsi que par leur poids dans l'économie, et conserve son statut de premier fournisseur du Gabon. Néanmoins, la diversification est entamée, faisant reculer depuis plusieurs années la place de la France au profit de la Chine et des autres émergents, notamment le Maroc.
Les résultats en sont néanmoins jugés décevants.

### Cotation internationale
Le Gabon est réputé jouir d'une relative stabilité politique et économique,,. Cependant, concernant le « climat des affaires », en 2014, le Gabon est au 27e rang, sur 52 pays africains, dans le classement de la fondation Mo Ibrahim sur la gouvernance et, la même année, au 74e rang sur 175 pays (avec un score de 37/100) selon l'indice de perception de la corruption établi par Transparency International. La COFACE classe le pays au rang B de l'« évaluation pays » et au rang C pour l'aspect « environnement des affaires »,. En 2014, l'agence de notation Standard & Poor's, tout comme Fitch Ratings, cotent le Gabon BB- (long terme) et B (court terme), cotation inchangée depuis 2007,, ; cependant, au début de l'année 2015, la notation est abaissée à B+ par Standard and Poor's, eu égard à la baisse des cours du pétrole.
Le pays est aussi en recul dans le classement de la Banque mondiale « Doing business » 2015 au regard de 2014.